# Just Friends (Amy Winehouse)
Just Friends è un singolo promozionale della cantante britannica Amy Winehouse, estratto dal secondo album Back to Black.

## Il video
Il singolo è stato anche accompagnato da un video, che racchiude "pezzi" del concerto a Shepherds Bush Empire e alcuni video tratti dai documentari di I Told You I Was Trouble: Live in London. Il video è stato realizzato dai registi Anthony Mathile e Robert Semme.

## Il testo
il testo parla di una donna che desidera di essere "solo amica" di un uomo, molto indaffarato e che ama un'altra donna.